# Sakora (Mali)
Pour les articles homonymes, voir Sakora.
Sakora est une village malienne, situé dans le pays de la Kaarta, de la commune de Guemoukouraba, située dans le chef-lieu du cercle de Séfétos de dans la région de Kita. au Mali. Il compte 4 037 habitants avec 49 % de femmes et 51 % d'hommes.
Le village possède une école, dont la construction a été intégralement financée par la diaspora, et qui comprend 4 années, réparties en 3 classes. Au 1er octobre 2010, elle comptait 248 élèves. 
Sur le plan sanitaire, il dispose de Cscom et d'un DTC.
C'est le village le plus développé dans la commune en termes de construction (concession en dur), raison pour laquelle il est dénommé le petit Paris  de la commune de Guemoucouraba.

## Hydrographie
Le village n'est pas riverain de fleuve mais il y a beaucoup de rivières saisonnières telles que : Koba , Buleba et des mares situées tout autour du village.

## Histoire
Sakora aurait été créé vers le 17e siècle. Il fut fondé selon des sources concordantes recueillies, par Karounga Fofana, un chasseur venu de Hangouné. Une rivière porte son nom Karounga-Kolê, distante du village de 2 km.
Historiquement Sakora est héritier du grand royaume Massassi de Kaarta, qui a fait bloc aux guerriers toucouleurs d'El hadj Oumar Tall d'où son nom Dandougou.
En 2009, lors de l’élection communale, pour la première fois, Sakora a vu un de ses ressortissants devenir maire de la commune.
En terme d'organisation sociale, le village dispose de deux clans ou kabila à savoir : Balahé : « les sudistes » et Sahilifé : « les nordistes ».
Communément appelé le Dandougou, c'est un village qui est fortement rattaché à ses coutumes, traditions socles d'une culture ancestrale millénaire.
Chaque trois ans une cérémonie de circoncision est organisée dans le village ; une pratique culturelle vieille de plus de quatre décennies. Celle d'avril 2017 qui a enregistré la participation de plus de 142 nouveaux circoncis. Ensuite il y a eu celle de mars 2021 (la toute dernière en date) qui a enregistré 123 circoncis.
Janvier 2019 : déplacement massif de certains villageois à la suite d'un conflit sur fond de tradition.
Le conflit lié à l'abandon de  l'esclavage par ascendance éclaté en 2018 n'a pas épargné le village de Sakora (un village très réconcilié). En effet, une centaine de villageois (environ 6 grandes familles) se sont déplacés du village vers la commune de Sourasan Tomoto, à la suite d'un conflit qui a duré plusieurs mois soldé par des violences, des agressions physiques.
Quelques semaines après le conflit, Mbaye Ba, le gouverneur de la région à la tête d'une forte délégation, a effectué un déplacement à Sakora, pour faire passer un message de paix. Il a dans ce cadre appelé les villageois <<à la retenue et à l'abandon de toutes pratiques contraires aux droits humains>>. Par la même occasion, l'autorité régionale a exigé du chef de village et ses villageois, de vulgariser l'entente et la paix dans le comportement de tous les jours afin d'empêcher un tel conflit. En retour, le chef du village a remercié le chef de l'exécutif régional et sa délégation et s'est montré désireux de mettre tout en œuvre pour que de telles violences ne se produise dans son village. <<il est clair que nous avons tous été victimes d'un “conflit importé" et nous appelons les autorités du pays à empêcher certains, qui à cause de leurs intérêts inavoués, instrumentalisent d'autres concitoyens pour créer un climat de mésentente, de division entre deux frères qui ont tété le même sein. Par la même occasion nous appelons les autorités à nous accompagner le retour de nos frères déplacés afin de regagner leur concession respective>>.

## Économie
Sakora est zone d'agriculture par excellence, les productions céréalières en cas de bonne récolte peuvent atteindre les 100 000 tonnes par saison. Les principales céréales cultivées sont : le mil, le sorgho, l'arachide, mais, etc.
L'apport des migrants (d'Europe, d'Afrique centrale et Australe) à l'économie du village est non négligeable, car des familles entières dépendent de cette manne financière.
La jeunesse de Sakora : un tremplin pour son développement.
Les jeunes représentent plus de 60 % de sa population, en conséquence la jeunesse de Sakora est sur tous les fronts du développement du village : organisation des jeunes (associations, clubs)